# Брунеј на Светском првенству у атлетици на отвореном 2013.
Брунеј је учествовао на Светском првенству у атлетици на отвореном 2013. одржаном у Москви од 10. до 18. августа једанаести пут. Репрезентацију Брунеја представљао је један такмичар који се такмичио у трци на 400 метара.
На овом првенству Брунеј није освојио ниједну медаљу нити је остварен неки рекорд.

## Учесници
Мушкарци:
- Ак Хатифи Таџудин Росити — 400 м

## Резултати

### Мушкарци
| Атлетичар                | Дисциплина | Лични рекорд | Квалификације | Квалификације | Полуфинале           | Полуфинале           | Финале               | Финале       | Детаљи                                     |
| Атлетичар                | Дисциплина | Лични рекорд | Резултат      | Место         | Резултат             | Место                | Резултат             | Место        | Детаљи                                     |
| ------------------------ | ---------- | ------------ | ------------- | ------------- | -------------------- | -------------------- | -------------------- | ------------ | ------------------------------------------ |
| Ак Хатифи Таџудин Росити | 400 м      | 48,67        | 49,98         | 7. у гр, 3    | Није се квалификовао | Није се квалификовао | Није се квалификовао | 31 / 32 (35) | Архивирано на веб-сајту (5. новембар 2013) |